# オレグ・ホドコフ
オレグ・ヴァレーリエヴィチ・ホドコフ（ロシア語: Олег Валерьевич Ходьков, ラテン文字転写: Oleg Valeryevich Khodkov、 1974年4月5日 - ） はロシアのハンドボール選手。
彼は2000年シドニーオリンピックに出場して、金メダルを獲得した。